# Fabio Presgrave
Fabio Presgrave (* in Rio de Janeiro) ist ein brasilianischer Cellist und Musikpädagoge.
Presgrave studierte an der Juilliard School bei Joel Krosnick und Harvey Shapiro und erhielt den Felix Salmond Award für Violoncello. In der Studienzeit leitete er das Ensemble der Juilliard Cellists bei einer Aufführung von Heitor Villa-Lobos’ Bachianas Brasileiras mit der Sopranistin Daniella Carvalho in der Carnegie Hall. Als Solist trat er mit zahlreichen Orchestern auf, darunter mit dem Qatar Philharmonic Orchestra, dem Orquestra Filarmônica de Rosário und den meisten professionellen brasilianischen Orchestern unter der Leitung von Dirigenten wie Rafael Payare, Apo Hsu und Lior Shambadal. Er spielte Uraufführungen von Cellowerken Jonatas Manzollis, Marisa Rezendes, Pablo Castellars, Rodrigo Cicchellis, Raimundo Penafortes, Roberto Victorios und Silvio Ferraz’ und nahm Kompositionen von José Siqueira und Camargo Guarnieri auf CD auf. Mit dem Geiger Daniel Guedes spielte er Werke von Astor Piazolla und Villa-Lobos ein.
Für den Soundtrack des Films „Sal de Prata“ spielte er Tschaikowskis Nocturne für Cello und Streicher. Außerdem wirkte er bei der Aufnahme des Albums DANTE XXI der brasilianischen Heavy-Metal-Band Sepultura mit. Daneben lehrte er im Rahmen aller großen brasilianischen Festivals, u. a. der Festivals von Campos do Jordão, Brasilia und Salvador und gab Meisterkurse an der Folkwang Universität der Künste in Essen, der Sibelius-Akademie in Helsinki, am Nordjysk Musikkonservatorium in Aarhus, am Conservatório Superior de Música in Oviedo sowie an der Musikhochschule Münster. Er ist Professor für Cello und Koordinator des Graduiertenprogramms für Musik an der Universidade Federal do Rio Grande do Sul und lehrt an der Universidade de São Paulo. 2015–16 war er Gastdozent an der Musikhochschule Münster. 2018 war er Gastprofessor an der Westfälischen Wilhelms-Universität Münster. Für seine Forschung zum Thema zeitgenössischer Cello-Technik erhielt er den Doktortitel an der Universidade Estadual de Campinas (UNICAMP).

## Weblink
- Website von Fabio Presgrave